# Michelle Grattan
Michelle Grattan (30 de junho de 1944), é uma jornalista australiana, foi a primeira mulher a tornar-se editor de um jornal diário australiano. Especializada em jornalismo político, Grattan tem escrito e editado em muitos importantes jornais australianos.